# Smrkov
Smrkov (německy Smirkau) je malá vesnice, část města Jistebnice v okrese Tábor v Jihočeském kraji. Nachází se asi 3,5 kilometru severovýchodně od Jistebnice. Smrkov leží v katastrálním území Orlov u Jistebnice o výměře 10,59 km².

## Historie
První písemná zmínka o vesnici pochází z roku 1386.

## Obyvatelstvo
| Rok            | 1869 | 1880 | 1890 | 1900 | 1910 | 1921 | 1930 | 1950 | 1961 | 1970 | 1980 | 1991 | 2001 | 2011 | 2021 |
| -------------- | ---- | ---- | ---- | ---- | ---- | ---- | ---- | ---- | ---- | ---- | ---- | ---- | ---- | ---- | ---- |
| Počet obyvatel | 208  | 215  | 180  | 160  | 151  | 144  | 129  | 82   | 78   | 62   | 47   | 41   | 48   | 37   | 42   |
| Počet domů     | 24   | 27   | 27   | 27   | 27   | 27   | 27   | 28   | 28   | 21   | 17   | 26   | 26   | 26   | 26   |

## Obecní správa
Při sčítání lidu v letech 1850–1974 Smrkov byl osadou obce Orlov, se kterým patřil nejprve do okresu Sedlčany, ale od roku 1950 v okrese Tábor. Od 1. ledna 1975 je částí města Jistebnice v okrese Tábor.